# Rio Cerasa
O Rio Cerasa é um rio da Romênia, afluente do Barcău, localizado no distrito de Sălaj.